# 卡德馬里奧

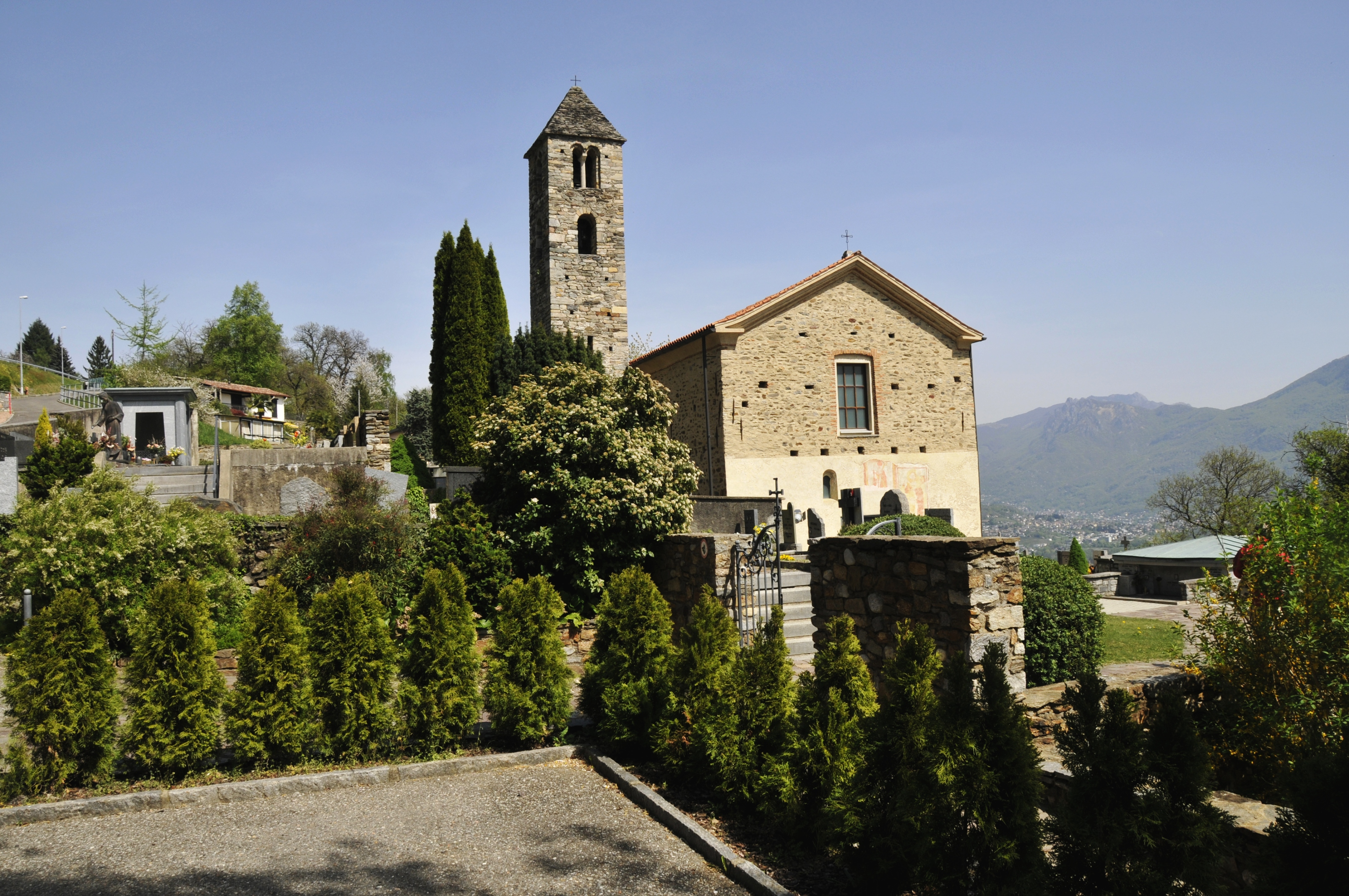

卡德馬里奧是瑞士的城鎮，位於該國南部，由提契諾州負責管轄，面積3.96平方公里，海拔高度792米，2011年人口722，七成人口信奉羅馬天主教，人口密度每平方公里182人。

## 外部連結
- Official site